# تامینا اسنوکا
سارونا رِیِر (به انگلیسی: Sarona Reiher) متولد ۱۰ ژانویه ۱۹۷۸ کشتی‌گیر حرفه‌ای آمریکایی است که اکنون با نام تأمینا اسنوکا در برند اسمکدان دبلیودبلیوئی فعالیت می‌کند.